# 有机亚硒酸
在有机化学中，亚硒酸是指含–Se(O)OH官能团的化合物，可由二硒醚或硒氰酸酯的氧化反应制得，氧化剂可选用过氧化氢、硝酸等。它们通常是无色、无臭的固体，可溶于水，具有两性。
甲基亚硒酸是最简单的有机亚硒酸，其结构已通过X射线衍射测得。